# ليلة الحنة (فلم)
ليلة الحنة فيلم مصري من إنتاج عام 1951، بطولة شادية، وكمال الشناوي وسراج منير وماري منيب، إخراج أنور وجدي.

## فريق العمل
- شادية
- كمال الشناوي
- سراج منير
- ماري منيب
- عبد الفتاح القصري
- فردوس محمد
- إستيفان روستي
- كيتي
- وداد حمدي
- حسن اتلة

## روابط خارجية
- ليلة الحنة على موقع الدهليز
- ليلة الحنة على موقع قاعدة بيانات الأفلام العربية